# ビリー・ザ・キッド (アルバム)
『ビリー・ザ・キッド』（英: Pat Garrett & Billy the Kid）は、サム・ペキンパー監督の西部劇映画『ビリー・ザ・キッド/21才の生涯』（1973年）のサウンドトラックとして同年にリリースされたボブ・ディラン12作目のスタジオ・アルバム。ディランの楽曲の中でも数多くのアーティストにカバーされている「天国への扉」を収録している。なお映画にはディラン自身も出演している。
ビルボード・トップ LP's ＆テープ・チャートで最高16位、全英アルバム・チャートで29位を記録した。RIAAによりゴールド・ディスクに認定されている。

## 収録曲
全曲、作詞・作曲: ボブ・ディラン

### Side 1
1. メイン・タイトル・テーマ（ビリー） - Main Title Theme (Billy) – 6:07
2. 酒場のテーマ - Cantina Theme (Workin' for the Law) – 2:57
3. ビリー・ザ・キッド・1 - Billy 1 – 3:57
4. 小屋のテーマ - Bunkhouse Theme – 2:17
5. 河のテーマ - River Theme – 1:30

### Side 2
1. 七面鳥狩り - Turkey Chase – 3:34
2. 天国への扉 - Knockin' on Heaven's Door – 2:32
3. ファイナル・テーマ - Final Theme – 5:23
4. ビリー・ザ・キッド・4 - Billy 4 – 5:04
5. ビリー・ザ・キッド・7 - Billy 7 – 2:10

## パーソネル
- ボブ・ディラン - リズム・ギター
- ブッカー・T・ジョーンズ - ベース
- Bruce Langhorne - アコースティック・ギター
- ロジャー・マッギン - ギター
- ラス・カンケル - タンバリン、ボンゴ
- Carol Hunter - 12弦ギター、ボイス
- Donna Weiss - ボーカル
- Priscilla Jones - ボイス
- Byron Berline - ボイス、 フィドル
- Jolly Roger - バンジョー
- Terry Paul - ボイス
- ジム・ケルトナー - ドラムス
- Brenda Patterson - ボイス
- Carl Fortina - ハーモニウム
- Terry Paul - ベース
- Gary Foster - リコーダー、フルート
- Fred Katz - チェロ
- Ted Michel - チェロ

## レコーディング
レコーディングは、1973年1月20日よりコロムビアが所有するメキシコシティのレコーディング・スタジオで始まった。バック・バンドはクリス・クリストファーソンのバンド・メンバーと地元のメキシコ人ミュージシャンを起用。2月、カリフォルニアのバーバンク・スタジオでもセッションを行っている。

## 反響・評価
1973年10月27日付『ビルボード』誌「トップ LP's ＆テープ」チャートで最高16位、全英アルバム・チャートで29位を記録した。アメリカ・レコード協会 RIAA により1997年8月19日にゴールド・ディスクに認定されている。

## チャート
| 年     | チャート                             | 最高順位 |
| ------ | ------------------------------------ | -------- |
| 1973年 | ビルボード・トップ LP's ＆テープ 200 | 16       |
| 1973年 | 全英アルバム・チャート Top 75        | 29       |

## リリース
アメリカ
| 日付                        | レーベル | フォーマット | カタログ番号 | 付記 |
| --------------------------- | -------- | ------------ | ------------ | ---- |
| 1973年7月13日 1973年7月16日 | Columbia | LP           | KC 32460     |      |
|                             | Columbia | CD           | CK           |      |

日本
| 日付          | レーベル  | フォーマット | カタログ番号 | 付記               |
| ------------- | --------- | ------------ | ------------ | ------------------ |
| 1973年        | CBSソニー | LP           | SOPM-70      | カバー・ジャケット |
| 1976年        | CBSソニー | LP           | 25AP 284     |                    |
| 1991年12月1日 | ソニー    | CD           | SRCS 6162    | NICE PRICE LINE    |